# Seznam vrcholů v Rychlebských horách

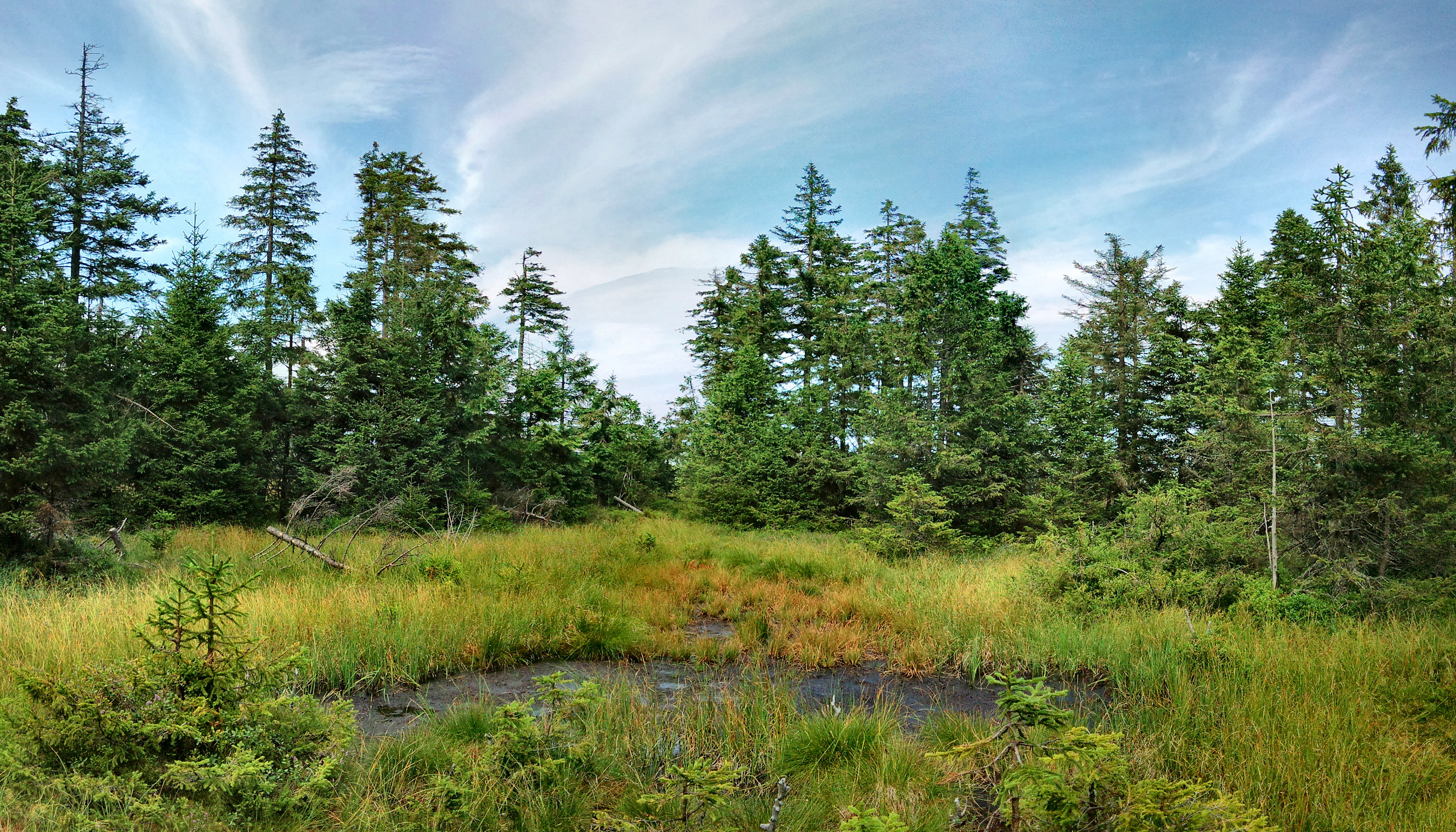
Smrk (1127 m n. m.)

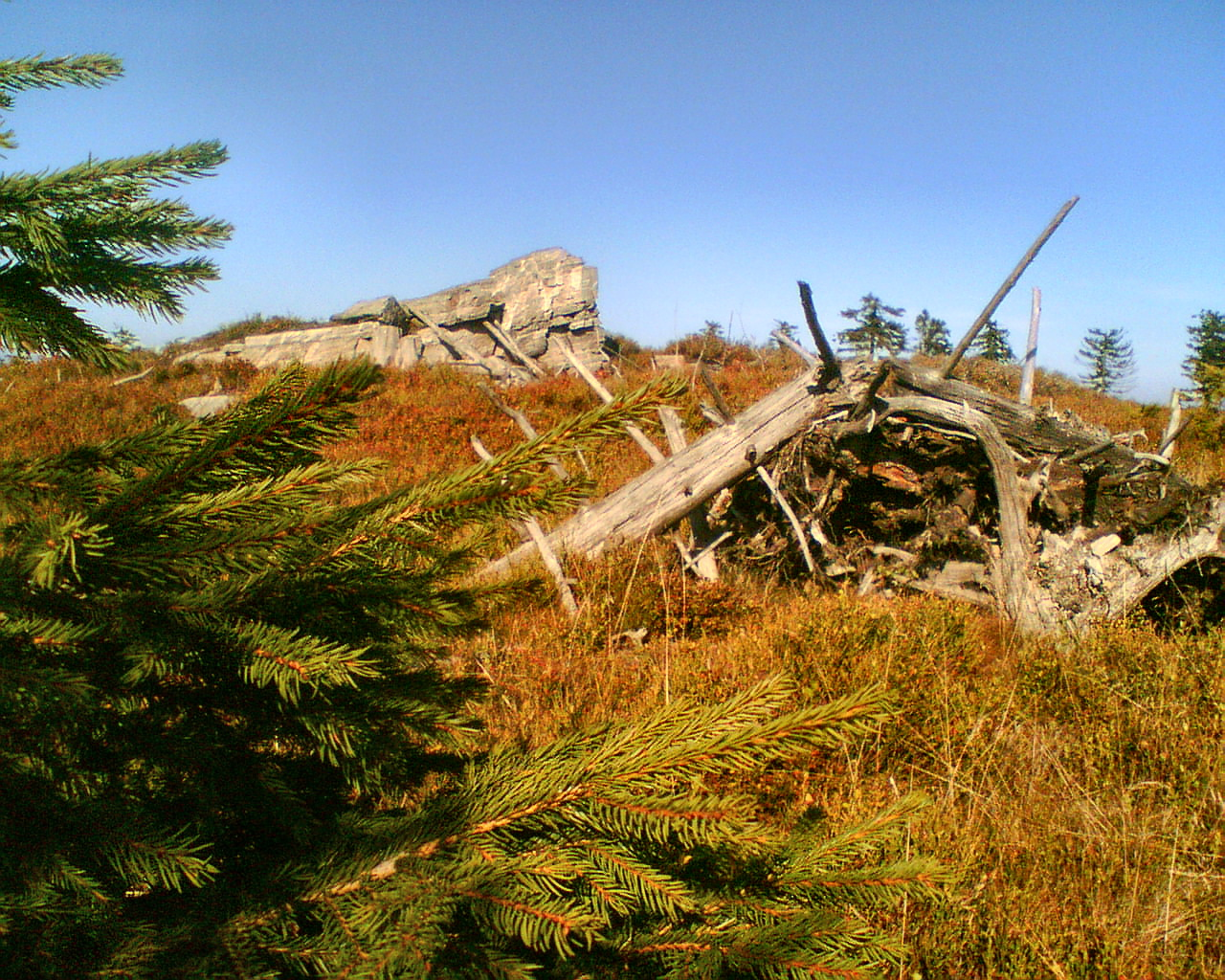
Travná hora (1124 m n. m.)

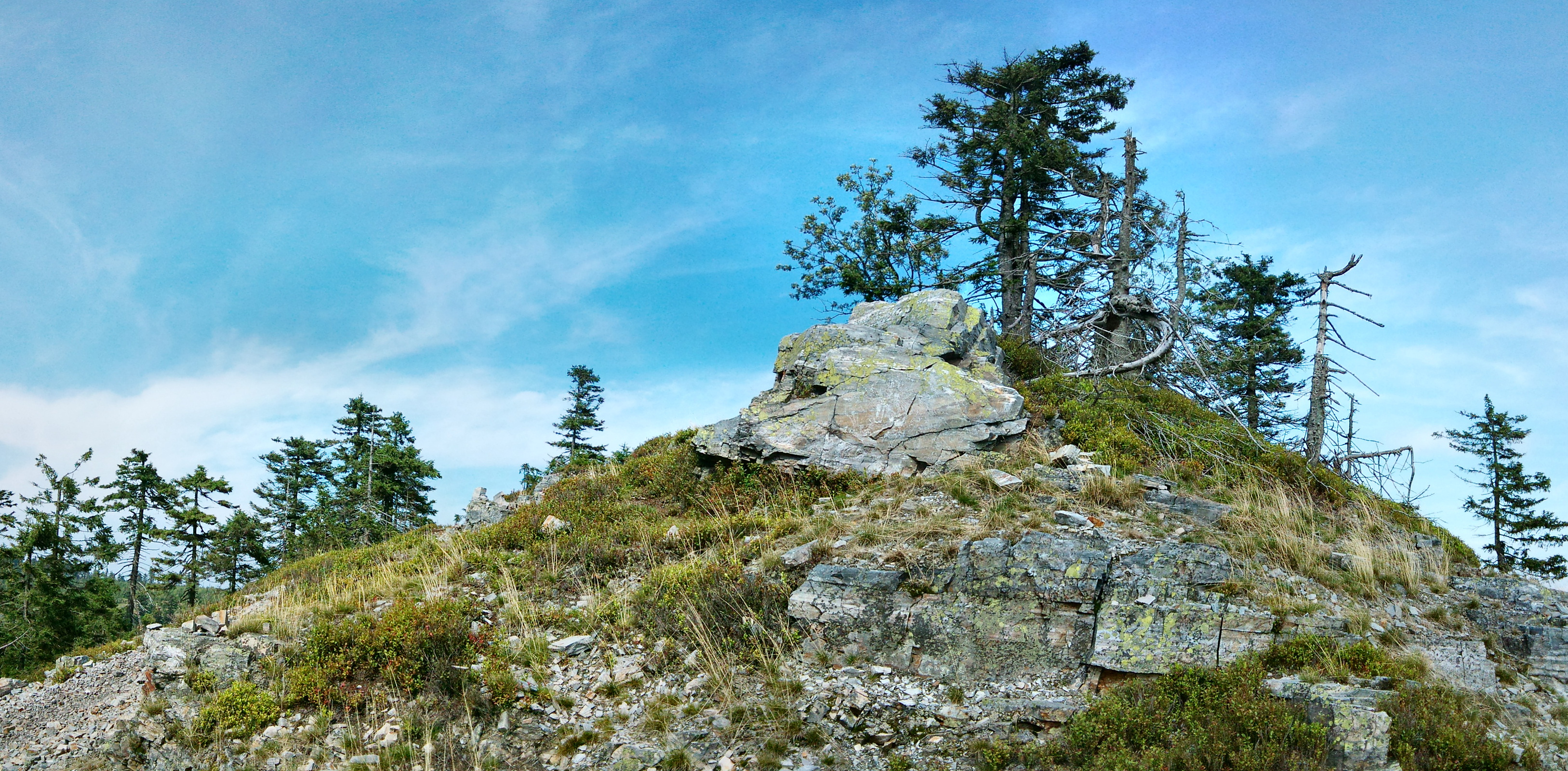
Brousek (1116 m n. m.)

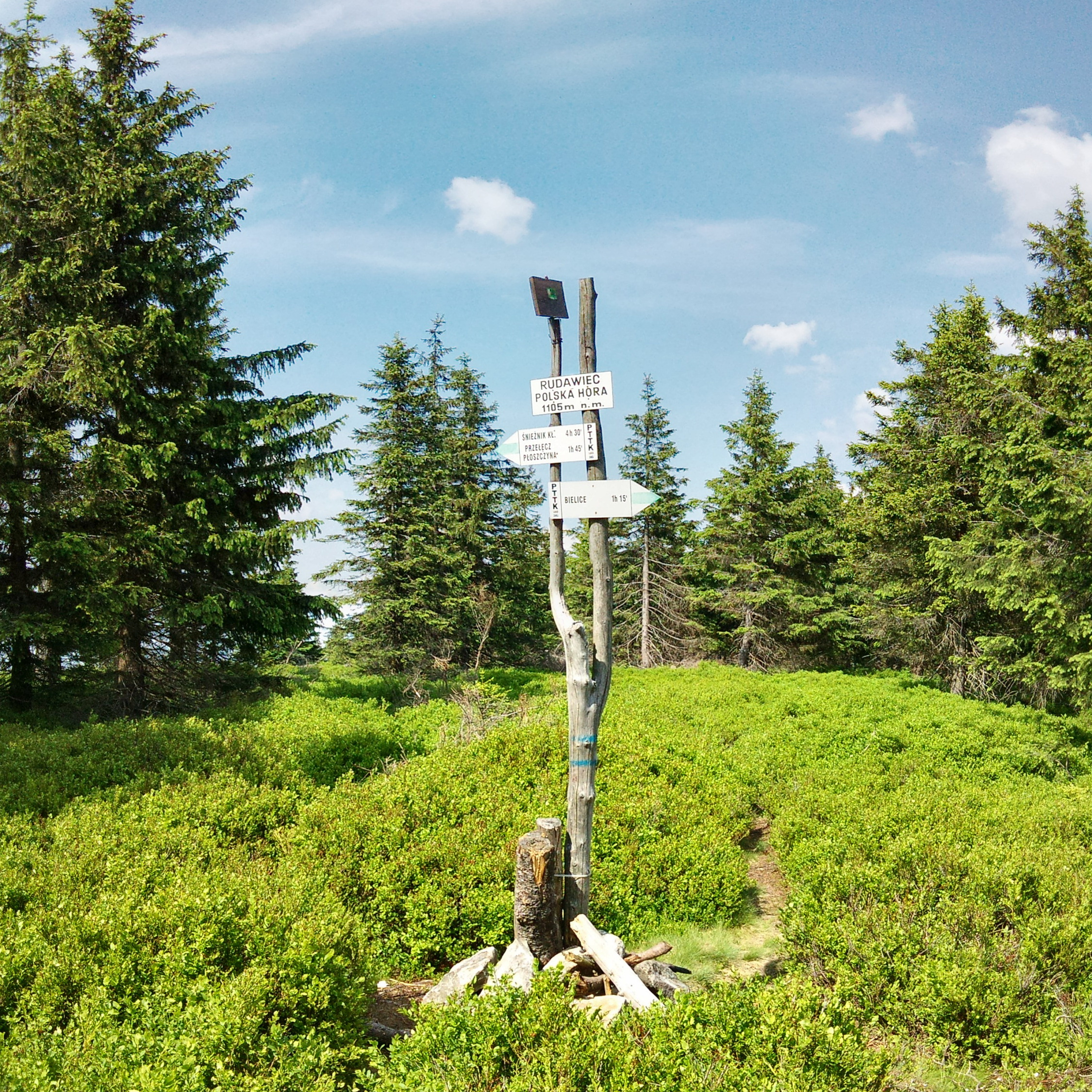
Polská hora (1107 m n. m.)

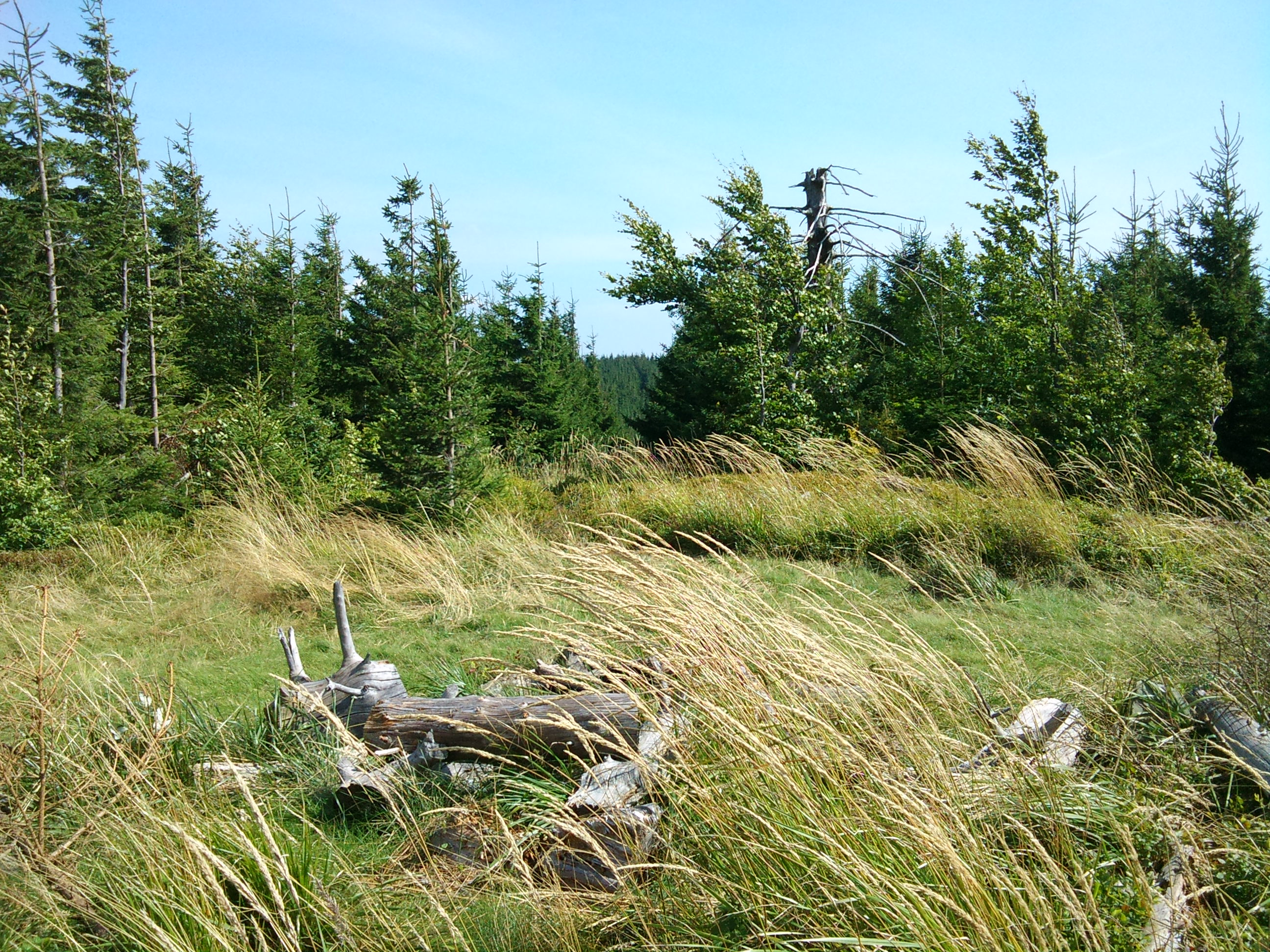
Studený (1042 m n. m.)

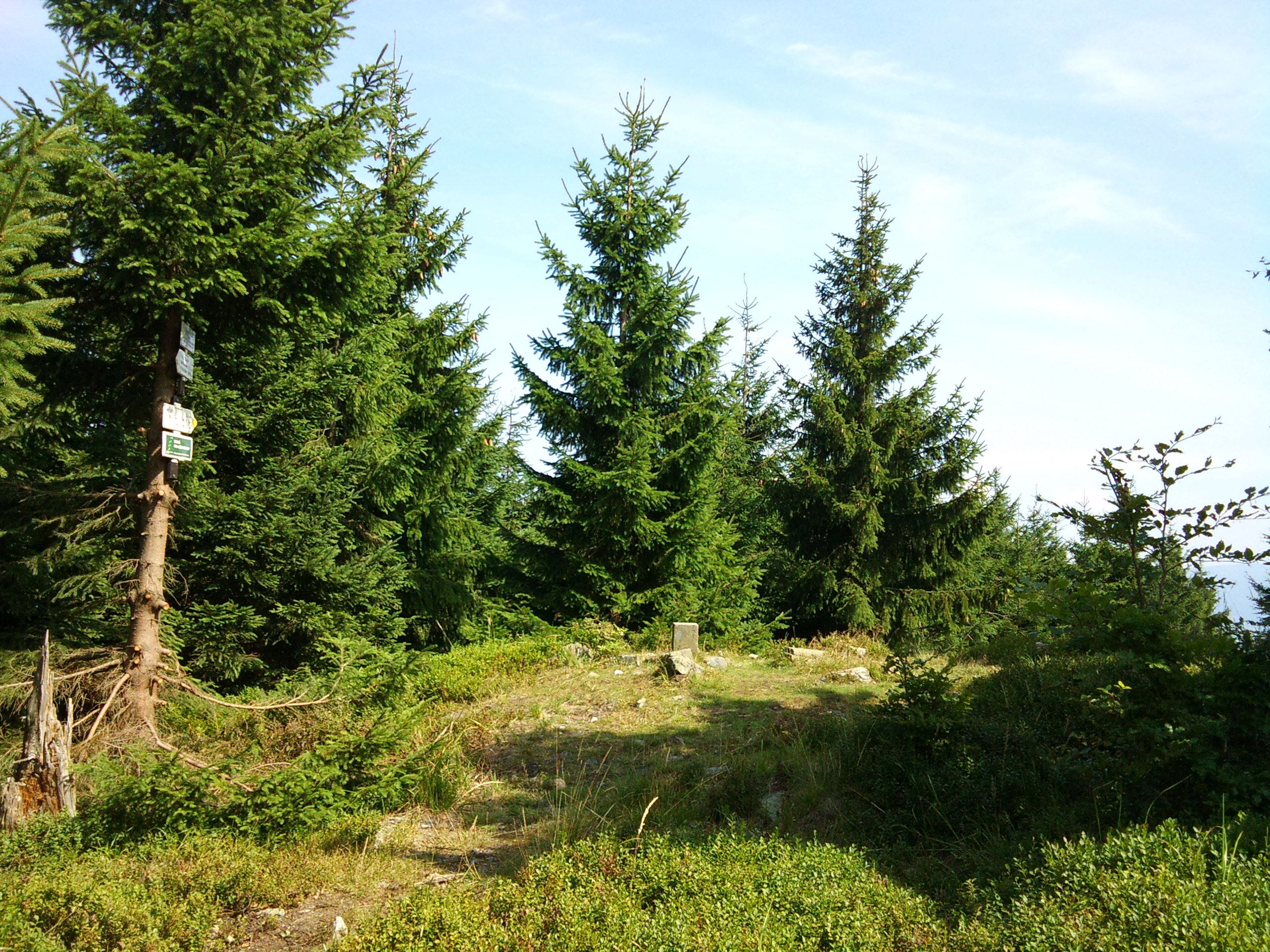
Lví hora (1040 m n. m.)

Seznam vrcholů v Rychlebských horách zahrnuje pojmenované vrcholy s nadmořskou výškou nad 800 m. K sestavení seznamu byly použity údaje dostupné na stránkách Tisicovky.cz (vrcholy nad 1000 m n. m.) a na mapách Zeměměřického úřadu (vrcholy pod 1000 m n. m., názvy a výšky). V seznamu nejsou zahrnuty spočinky jako například východní svah Smrku zvaný Luční vrch. Jako hranice pohoří byla uvažována hranice stejnojmenného geomorfologického celku. Seznam pokrývá pouze českou část pohoří.

## Seznam vrcholů podle výšky

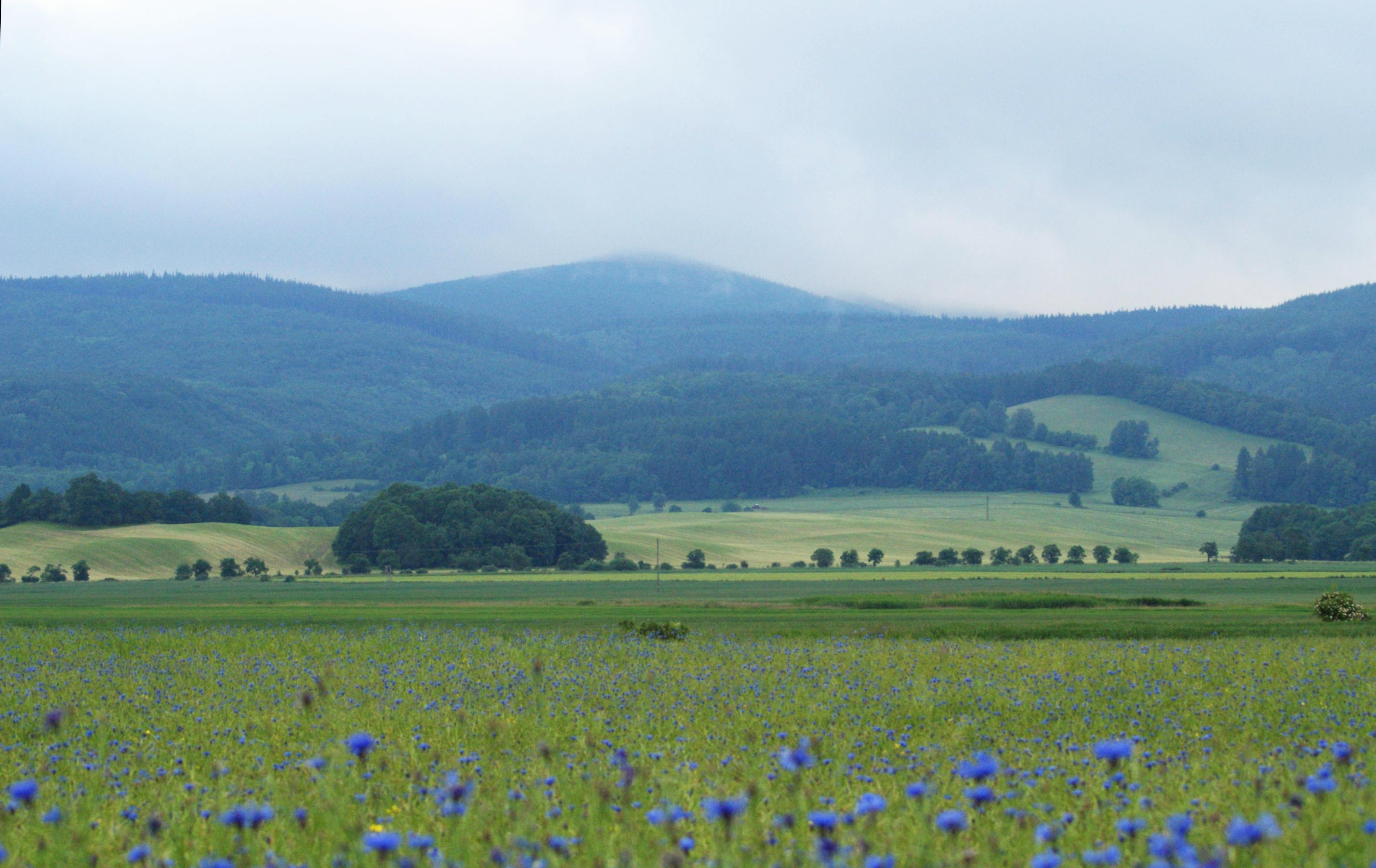
Borůvková hora (900 m n. m.)

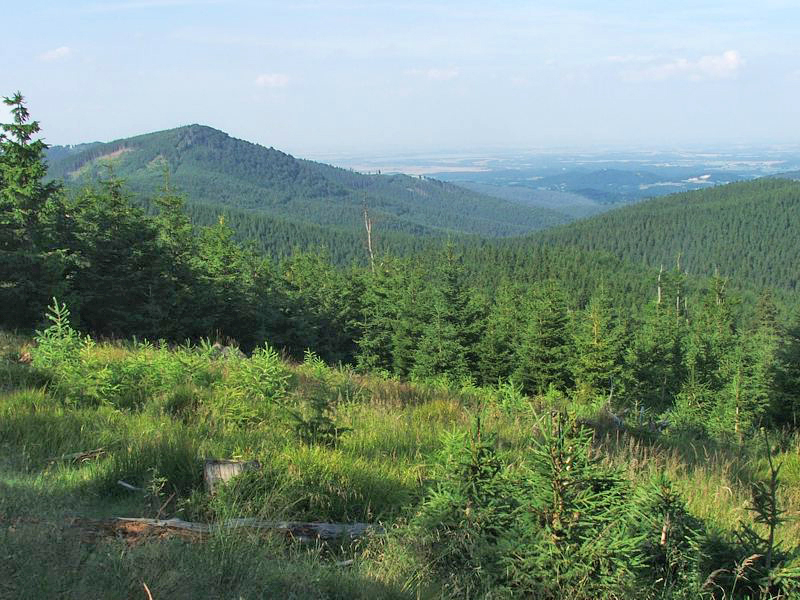
Kovadlina (990 m n. m.)

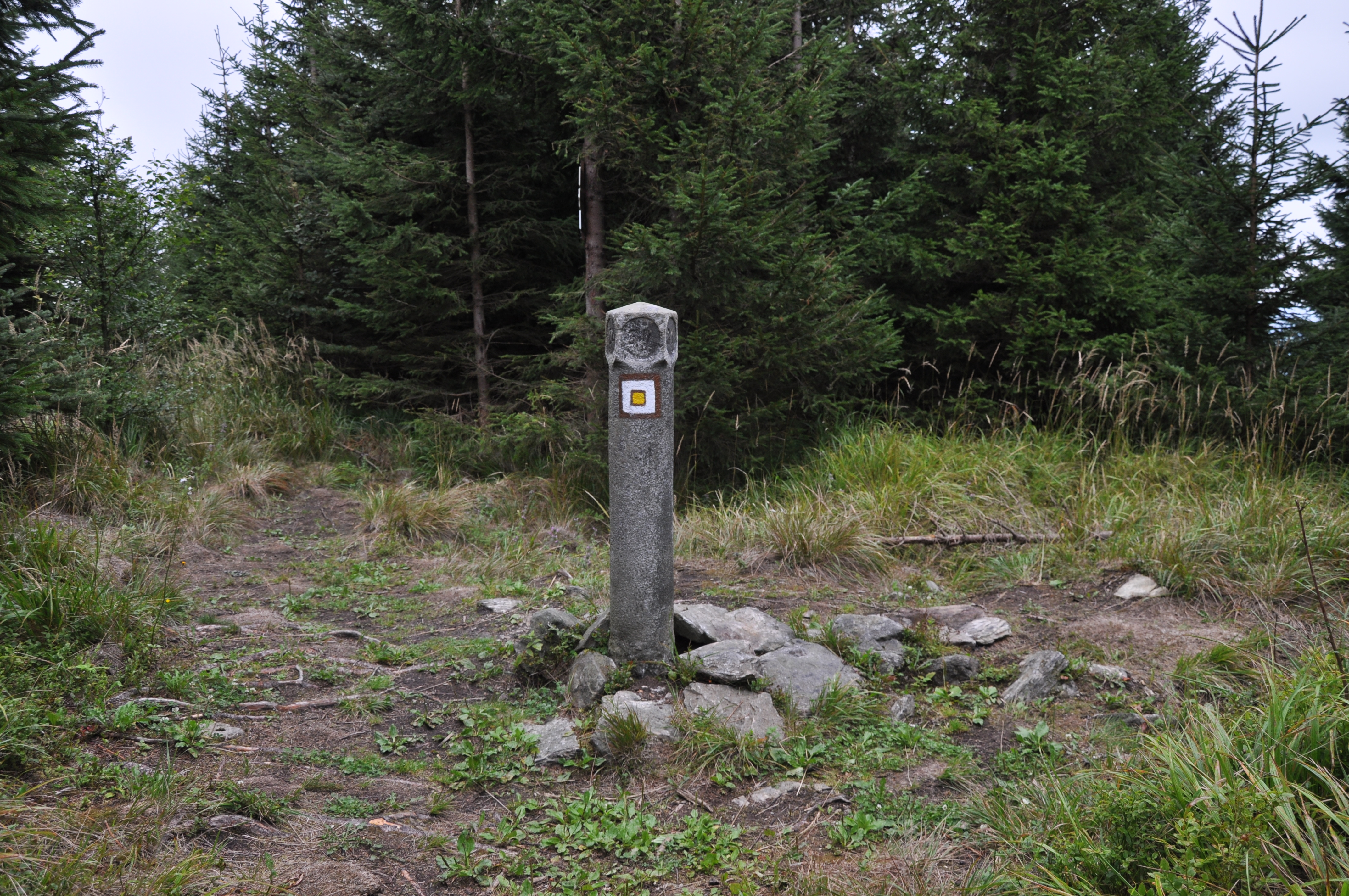
Špičák (958 m n. m.)

Seznam vrcholů podle výšky obsahuje všechny rychlebské hory s nadmořskou výškou nad 800 m. Výšky 17 rychlebských tisícovek jsou zvýrazněny tučně.
| #   | Vrchol            | Výška m n. m. | Souřadnice                       | Okrsek                 | Přístup                                                                          |
| --- | ----------------- | ------------- | -------------------------------- | ---------------------- | -------------------------------------------------------------------------------- |
| 1.  | Smrk              | 1127          | 50°13′43″ s. š., 17°02′02″ v. d. | Petříkovská hornatina  | místníčervená turistická značka                                                  |
| 2.  | Travná hora       | 1124          | 50°13′14″ s. š., 17°00′56″ v. d. | Petříkovská hornatina  | neznačeno                                                                        |
| 3.  | Brousek           | 1116          | 50°13′37″ s. š., 17°01′30″ v. d. | Petříkovská hornatina  | neznačeno                                                                        |
| 4.  | Polská hora       | 1107          | 50°14′40″ s. š., 16°58′37″ v. d. | Velkovrbenské rozsochy | PLzelená turistická značka                                                       |
| 5.  | Kuník             | 1078          | 50°13′14″ s. š., 17°02′01″ v. d. | Petříkovská hornatina  | neznačeno                                                                        |
| 6.  | Jivina            | 1077          | 50°14′20″ s. š., 16°58′52″ v. d. | Velkovrbenské rozsochy | neznačeno                                                                        |
| 7.  | Trnová hora       | 1060          | 50°12′27″ s. š., 17°01′03″ v. d. | Petříkovská hornatina  | neznačeno                                                                        |
| 8.  | Kunčický hřbet    | 1053          | 50°14′12″ s. š., 16°57′43″ v. d. | Velkovrbenské rozsochy | PLzelená turistická značka                                                       |
| 9.  | Studený           | 1042          | 50°14′45″ s. š., 17°03′04″ v. d. | Petříkovská hornatina  | žlutá turistická značka                                                          |
| 10. | Lví hora          | 1040          | 50°14′40″ s. š., 17°03′27″ v. d. | Petříkovská hornatina  | žlutá turistická značka                                                          |
| 11. | Stolec            | 1034          | 50°12′32″ s. š., 16°58′14″ v. d. | Velkovrbenské rozsochy | neznačeno                                                                        |
| 12. | Bílé kameny       | 1029          | 50°13′38″ s. š., 16°59′29″ v. d. | Velkovrbenské rozsochy | neznačeno                                                                        |
| 13. | Palaš             | 1027          | 50°12′43″ s. š., 16°59′28″ v. d. | Velkovrbenské rozsochy | neznačeno                                                                        |
| 14. | U červeného kříže | 1026          | 50°13′49″ s. š., 16°58′01″ v. d. | Kunčické rozsochy      | PLzelená turistická značka                                                       |
| 15. | Stolec S          | 1022          | 50°12′54″ s. š., 16°58′22″ v. d. | Velkovrbenské rozsochy | neznačeno                                                                        |
| 16. | Hřebeňák JZ       | 1009          | 50°12′02″ s. š., 17°00′52″ v. d. | Petříkovská hornatina  | neznačeno                                                                        |
| 17. | Liščí hora        | 1006          | 50°12′36″ s. š., 17°01′47″ v. d. | Petříkovská hornatina  | neznačeno                                                                        |
| 18. | Studniční vrch    | 992           | 50°15′29″ s. š., 17°09′59″ v. d. | Sokolský hřbet         | žlutá turistická značka                                                          |
| 19. | Kovadlina         | 990           | 50°14′50″ s. š., 17°00′48″ v. d. | Petříkovská hornatina  | žlutá turistická značka · PLzelená turistická značka                             |
| 20. | Klín              | 983           | 50°12′29″ s. š., 17°03′05″ v. d. | Petříkovská hornatina  | místníčervená turistická značka                                                  |
| 21. | Chlupenkovec      | 981           | 50°13′17″ s. š., 16°57′09″ v. d. | Velkovrbenské rozsochy | zelená turistická značka                                                         |
| 22. | Na radosti        | 979           | 50°15′48″ s. š., 17°09′14″ v. d. | Sokolský hřbet         | neznačeno                                                                        |
| 23. | Mlžný vrch        | 975           | 50°13′23″ s. š., 16°56′39″ v. d. | Velkovrbenské rozsochy | zelená turistická značka                                                         |
| 24. | Sokolí vrch       | 967           | 50°16′07″ s. š., 17°10′02″ v. d. | Sokolský hřbet         | neznačeno                                                                        |
| 25. | Špičák            | 958           | 50°17′51″ s. š., 17°00′40″ v. d. | Nýznerovská hornatina  | žlutá turistická značka                                                          |
| 26. | Ostružník         | 951           | 50°11′54″ s. š., 17°02′16″ v. d. | Petříkovská hornatina  | neznačeno                                                                        |
| 27. | Břidličný         | 947           | 50°16′42″ s. š., 17°01′12″ v. d. | Nýznerovská hornatina  | žlutá turistická značka · PLzelená turistická značka                             |
| 28. | Kunčická hora     | 944           | 50°12′16″ s. š., 16°56′25″ v. d. | Velkovrbenské rozsochy | neznačeno                                                                        |
| 29. | Pomezný           | 925           | 50°17′18″ s. š., 17°00′52″ v. d. | Nýznerovská hornatina  | žlutá turistická značka · PLzelená turistická značka                             |
| 30. | Větrov            | 919           | 50°11′42″ s. š., 16°58′49″ v. d. | Velkovrbenské rozsochy | zelená turistická značka                                                         |
| 31. | Klínec            | 902           | 50°12′36″ s. š., 17°03′52″ v. d. | Petříkovská hornatina  | neznačeno                                                                        |
| 32. | Borůvková hora    | 900           | 50°23′26″ s. š., 16°54′09″ v. d. | Hřibovská hornatina    | červená turistická značka · modrá turistická značka · PLzelená turistická značka |
| 33. | Klínový vrch      | 892           | 50°15′05″ s. š., 17°00′51″ v. d. | Petříkovská hornatina  | neznačeno                                                                        |
| 34. | Jehlan            | 878           | 50°15′24″ s. š., 17°11′14″ v. d. | Sokolský hřbet         | neznačeno                                                                        |
| 35. | Skalní vrch       | 865           | 50°23′45″ s. š., 16°54′40″ v. d. | Hřibovská hornatina    | neznačeno                                                                        |
| 36. | Borůvkový vrch    | 860           | 50°18′13″ s. š., 17°00′11″ v. d. | Nýznerovská hornatina  | neznačeno                                                                        |
| 37. | Holý vrch         | 854           | 50°10′36″ s. š., 17°00′44″ v. d. | Petříkovská hornatina  | neznačeno                                                                        |
| 38. | Koníček           | 851           | 50°20′30″ s. š., 16°56′18″ v. d. | Hřibovská hornatina    | modrá turistická značka                                                          |
| 39. | Stráž             | 836           | 50°11′13″ s. š., 17°02′17″ v. d. | Petříkovská hornatina  | neznačeno                                                                        |
| 40. | Černý vrch        | 832           | 50°19′06″ s. š., 16°56′40″ v. d. | Hřibovská hornatina    | PLzelená turistická značka                                                       |
| 41. | Skoroš            | 828           | 50°17′04″ s. š., 17°01′51″ v. d. | Nýznerovská hornatina  | neznačeno                                                                        |
| 42. | Kopřivný          | 825           | 50°13′53″ s. š., 17°06′06″ v. d. | Petříkovská hornatina  | neznačeno                                                                        |
| 43. | Strážiště         | 813           | 50°19′23″ s. š., 16°59′17″ v. d. | Hřibovská hornatina    | neznačeno                                                                        |
| 44. | Krupná            | 810           | 50°11′45″ s. š., 16°55′43″ v. d. | Velkovrbenské rozsochy | neznačeno                                                                        |
| 45. | Černá hora        | 810           | 50°16′26″ s. š., 17°11′54″ v. d. | Sokolský hřbet         | neznačeno                                                                        |
| 46. | Kraví hora        | 807           | 50°23′43″ s. š., 16°53′34″ v. d. | Hřibovská hornatina    | červená turistická značka · PLzelená turistická značka                           |
| 47. | Smrčník           | 800           | 50°14′10″ s. š., 17°07′34″ v. d. | Petříkovská hornatina  | neznačeno                                                                        |

## Seznam vrcholů podle prominence
Seznam vrcholů podle prominence obsahuje všechny rychlebské hory s prominencí (relativní výškou) nad 100 metrů, bez ohledu na nadmořskou výšku. Celkem jich je 8 a jen jedna z nich má výšku přes 1000 m n. m. Hory s nadmořskou výškou alespoň 1000 metrů, prominencí (převýšením od klíčového sedla) alespoň 100 metrů a izolací alespoň 1 km. se označují jako ultratisícovky a jedinou rychlebskou ultratisícovkou je Smrk (výška 1126 m, prominence 311 metrů, izolace 6 km). Smrk přitom nemá nejvyšší prominenci, tu má Studniční vrch, který se nachází v jihovýchodní části pohoří.
| #  | Vrchol         | Výška m n. m. | Promi- nence | Izolace (km)       | Souřadnice                       | Přístup                                                                          |
| -- | -------------- | ------------- | ------------ | ------------------ | -------------------------------- | -------------------------------------------------------------------------------- |
| 1. | Studniční vrch | 0992          | 414          | 07,7 → Lví hora    | 50°15′29″ s. š., 17°09′59″ v. d. | žlutá turistická značka                                                          |
| 2. | Smrk           | 1127          | 312          | 06,0 → Šerák       | 50°13′43″ s. š., 17°02′01″ v. d. | místníčervená turistická značka                                                  |
| 3. | Borůvková hora | 0900          | 241          | 11,3 → Gołogóra    | 50°23′26″ s. š., 16°54′09″ v. d. | červená turistická značka · modrá turistická značka · PLzelená turistická značka |
| 4. | Koníček        | 0851          | 168          | 05,4 → Borůvková   | 50°20′30″ s. š., 16°56′18″ v. d. | modrá turistická značka                                                          |
| 5. | Kopřivný       | 0825          | 137          | 02,2 → Lví hora    | 50°13′53″ s. š., 17°06′06″ v. d. | neznačeno                                                                        |
| 6. | Křemenáč       | 0735          | 132          | 02,0 → Černá hora  | 50°17′13″ s. š., 17°13′29″ v. d. | neznačeno                                                                        |
| 7. | Kovadlina      | 0990          | 127          | 02,4 → Polská hora | 50°15′50″ s. š., 17°00′48″ v. d. | žlutá turistická značka · PLzelená turistická značka                             |
| 8. | Špičák         | 0958          | 110          | 02,9 → Czernica    | 50°17′51″ s. š., 17°00′40″ v. d. | žlutá turistická značka                                                          |